# GSTM3
GSTM3 (англ. Glutathione S-transferase mu 3) – білок, який кодується однойменним геном, розташованим у людей на короткому плечі 1-ї хромосоми. Довжина поліпептидного ланцюга білка становить 225 амінокислот, а молекулярна маса — 26 560.
| 10         |  | 20         |  | 30         |  | 40         |  | 50         |
| ---------- |  | ---------- |  | ---------- |  | ---------- |  | ---------- |
| MSCESSMVLG |  | YWDIRGLAHA |  | IRLLLEFTDT |  | SYEEKRYTCG |  | EAPDYDRSQW |
| LDVKFKLDLD |  | FPNLPYLLDG |  | KNKITQSNAI |  | LRYIARKHNM |  | CGETEEEKIR |
| VDIIENQVMD |  | FRTQLIRLCY |  | SSDHEKLKPQ |  | YLEELPGQLK |  | QFSMFLGKFS |
| WFAGEKLTFV |  | DFLTYDILDQ |  | NRIFDPKCLD |  | EFPNLKAFMC |  | RFEALEKIAA |
| YLQSDQFCKM |  | PINNKMAQWG |  | NKPVC      |  |            |  |            |

A: Аланін

C: Цистеїн

D: Аспарагінова кислота

E: Глутамінова кислота

F: Фенілаланін

G: Гліцин

H: Гістидин

I: Ізолейцин

K: Лізин

L: Лейцин

M: Метіонін

N: Аспарагін

P: Пролін

Q: Глутамін

R: Аргінін

S: Серин

T: Треонін

V: Валін

W: Триптофан

Кодований геном білок за функцією належить до трансфераз. 
Задіяний у такому біологічному процесі як поліморфізм. 
Локалізований у цитоплазмі.